# N,N-Dietylo-m-toluamid
N,N-Dietylo-m-toluamid, DEET (ang. N,N-diethyl-meta-toluamide), dietylotoluamid – organiczny związek chemiczny z grupy amidów, metylowa pochodna benzamidu. Stosowany jako insekcytyd odstraszający owady (m.in.: komarowate, meszkowate, bąkowate i muchy tse-tse) oraz niektóre pajęczaki (np. kleszcze).

## Ochrona przed owadami
Czas ochrony po naniesieniu DEET na skórę lub ubranie zależy od stężenia związku w preparacie. Według badań wyższe niż 50% stężenia DEET nie wydłużają istotnie czasu ochrony przeciw komarom.
DEET nie powinien być stosowany u noworodków do 2 miesiąca życia. Repelentem o podobnej skuteczności co DEET jest ikarydyna (2-(2-hydroksyetylo)piperydyno-1-karboksylan sec-butylu).

## Historia
N,N-Dietylo-m-toluamid został opracowany przez chemików armii USA, po doświadczeniu zdobytym w walkach w wilgotnych lasach zwrotnikowych podczas II wojny światowej. Pierwsze wojskowe zastosowanie miało miejsce w 1946 roku, a cywilne – w 1957 roku. Pierwotnie DEET testowano jako środek owadobójczy w rolnictwie, w następstwie czego rząd USA zastosował go w warunkach wojennych, szczególnie w Wietnamie i okolicznych regionach.

## Mechanizm działania
Odstrasza owady, bez zabijania ich. Badania z lat 1997–2008 wskazują, że prezentuje silnie nieprzyjemny dla nich zapach zlokalizowany na powierzchni, którą nim pokryto, jednakowo dla samic, jak samców. Nie ingeruje w postrzeganie przez nie dwutlenku węgla, jak przypuszczano wcześniej.